# Třída PPX
Třída PPX je perspektivní třída oceánských hlídkových lodí Italského námořnictva. Ve službě nahradí plavidla tříd Cassiopea (čtyři jednotky) a Sirio (dvě jednotky), přičemž třídu Comandanti mají nahradit plavidla z programu European Patrol Corvette (EPC). Do roku 2024 byly objednány čtyři jednotky této třídy, přičemž součástí zakázky byla opce na další dvě. Dodání prototypového plavidla je plánováno na rok 2027.

## Stavba
Hlavním dodavatelem třídy je joint venture společnost Orizzonte Sistemi Navali (OSN), vlastněná loďařskou firmou Fincantieri (51 %) a koncernem Leonardo (49 %). Dne 31. července 2023 společnost získala zakázku na vývoj, stavbu a desetiletou provozní podporu pro první tři oceánské hlídkové lodě této třídy (původně označované PPX) s opcí na další tři. PPX byla vyvinuta na základě verze FCX-20 typové řady plavidel FCX od společnosti Fincantieri. Stavbou byla pověřena loděnice Fincantieri v Riva Trigoso a Muggianu. V srpnu 2024 byla uplatněna opce na stavbu čtvrté jednotky. V případě uplatnění zbývajících opcí se může počet plavidel zvýšit až na šest. Slavnostní řezání oceli na prototypovou jednotku proběhlo 24. září 2024 v Riva Trigoso poblíž Janova. Kýl prototypu byl založen 12. prosince 2024.
Jednotky třídy PPX:
| Jméno | Založení kýlu     | Spuštěna | Vstup do služby | Status    |
| ----- | ----------------- | -------- | --------------- | --------- |
|       | 12. prosince 2024 |          |                 | ve stavbě |
|       |                   |          |                 | objednána |
|       |                   |          |                 | objednána |
|       |                   |          |                 | objednána |

## Konstrukce
V konstrukci plavidla byla uplatněna řešení pro redukci radarových a akustických signatur. Důraz byl kladen i na dobré nautické vlastnosti a schopnost operovat na rozbouřeném moři, čemuž napomáhají aktivní ploutvové stavilizátory. Nástavba je rozdělena na dva hlavní bloky. V předním je můstek řešený jako námořní kokpit, na který navazuje bojové řídící středisko (CIC). Kokpit s prodlouženými křídly můstku dává posádce téměř 360° pokrytí. Námořní kokpit od společností Fincantieri NexTech a Leonardo je jedna z inovací uplatněných u této třídy a požadovaná na základě zkušeností s třídou Thaon di Revel. Umožňuje vedení lodních a vzdušných námořních operací pouze dvěma důstojníky námořnictva (pilotem a druhým pilotem). Na hlavní palubě uprostřed lodi je prostor pro uložení 7metrového a 9,3metrového člunu RHIB. V zadním bloku se nachází hangár pro vrtulník NH90 a bezpilotní prostředek AWHERO. Na zádi se nachází přistávací plocha a pod ní víceúčelový prostor pro specializované vybavení (například nádrže pro zachycenou ropu při likvidaci znečištění). Na palubě jsou kajuty pro 93 osob, přičemž posádku bude tvořit přibližně sedmdesát osob.
Plavidlo je vybaveno bojovým řídícím systémem Leonardo SADOC 4 a 3D vzdušným a hladinovým vyhledávacím radarem GEM Elettronica Columbus Mk.3 pracujícím v pásmu X, systémem řízení palby pro hlavní kanón Leonardo NA-30S Mk.2 a dvěma elektrooptickými senzory Leonardo Janus a dvěma. Navigaci a řízení vrtulníků zajišťují dva radary GEM Elettronica Gemini-DB pracující v pásmech X/Ka. Hlavní výzbroj představuje 76mm kanón OTO Melara Davide, schopný využívat naváděné munice DART. Doplňují jej dva 30mm kanóny ve zbraňových stanicích Leonardo Lionfish.
Pohonný systém je koncepce CODLAD (COmbined Diesel-eLectric And Diesel). Tvoří jej dva diesely MTU 16V 8000 M91L, každý o výkonu 10 728 hp a dva reverzibilní elektromotory Marelli, každý o výkonu 670 hp, roztáčející dva lodní šrouby se stavitelnými lopatkami. Nejvyšší rychlost dosahuje 24 uzlů. Elektromotory zajišťují rychlost do deseti uzlů. Dosah je 3500 námořních mil při rychlosti čtrnáct uzlů. Autonomie dosahuje dvaceti dnů.